# Stockholm Open 2019
Stockholm Open 2019 — тенісний турнір, що проходив на кортах з твердим покриттям у місті Стокгольм, Швеція з 14 жовтня. Належав до категорії ATP Tour 250.

## Фінальна частина

### Одиночний розряд
Денис Шаповалов —  Філіп Країнович 6–4, 6–4

### Парний розряд
Генрі Контінен /  Едуар Роже-Васслен —  Мате Павич /  Бруно Соарес 6–4, 6–2